# عبد الغني الصناك
عبد الغني الصناك ممثل مغربي من مواليد مدينة برشيد.
تخرّج من المعهد العالي للفن المسرحي والتنشيط الثقافي بالرباط، وشارك في عدة أفلام ومسلسلات مغربية.

## أعماله

### أفلام
- 1997: أوشتام
- 1998: أصدقاء الأمس
- 2001: ياقوت
- 2001: شفاه الصمت
- 2001: الحوت الأعمى
- 2002: الفراشة السوداء
- 2003: الذبابة البيضاء
- 2004: موسم جاف
- 2004: ليلة ممطرة
- 2013: يوم وليلة
- 2015: جوق العميين
- 2015: غرام وانتقام
- 2019: من أجل القضية

### مسلسلات
- 1998: سرب الحمام
- 2000: دواير الزمان
- 2003: زايد ناقص
- 2006 - 2009: البعد الآخر
- 2015: حبال الريح
- 2020: سلمات أبو البنات
- 2022: الزطاط

## روابط خارجية
- عبد الغني الصناك على موقع IMDb (الإنجليزية)
- عبد الغني الصناك على موقع قاعدة بيانات الأفلام العربية